# Lukas Geniušas
Lukas Geniušas (russe : Лукас Генюшас) est un pianiste russo-lituanien, né le 1er juillet 1990 à Moscou (Russie). Il a obtenu le 2e prix (ex aequo avec l’Autrichien Ingolf Wunder) au Concours international de piano Frédéric Chopin en 2010.

## Biographie

### Famille et études
Lukas Geniušas est le fils du pianiste lituanien Petras Geniušas et de Xenia Knorre (en russe : Ксения Вадимовна Кнорре), professeur au Conservatoire de Moscou. Il est le petit-fils de la pianiste et professeur russe Vera Gornostayeva (en russe : Вера Васильевна Горностаева).
Il étudie le piano dès l’âge de 5 ans à l’École de musique Frédéric-Chopin de Moscou, dont il sort diplômé en 2008. Cette même année, il entre dans la classe de Vera Gornostayeva au Conservatoire de Moscou.
Depuis 2004, il bénéficie d’une bourse de la fondation Mstislav Rostropovitch.

### Répertoire et concerts
Lukas Geniušas a eu l’occasion de jouer avec les orchestres symphoniques de Hambourg et Duisburg, avec le BBC Scottish Symphony, l’Orchestre symphonique de Lituanie, l’Orchestre philharmonique de Poméranie à Bydgoszcz (Pologne) (à l’occasion du 160e anniversaire du décès de Frédéric Chopin, en 2009), le Millenium Symphony Orchestra à Séoul et l'Ostrobothnian Chamber Orchestra en Finlande.
Son répertoire comprend tout à la fois des œuvres pour piano seul (sonate en si mineur de Liszt, sonate « Hammerklavier » de Beethoven, sonate n°1 de Brahms, sonate n°1 de Chostakovitch, Sonatine de Ravel, études de Chopin, « Ludus Tonalis » et Einleitung und Lied de Hindemith…) et de grands concertos du répertoire (premier concerto de Tchaïkovski, premier et quatrième concerto de Beethoven, le premier concerto de Chopin, les trois premiers concertos de Rachmaninov, deuxième concerto de Saint-Saëns, concerto pour la main gauche de Ravel).
Bella Davidovitch, après avoir entendu son interprétation de la sonate en si mineur de Liszt, a souligné son talent, la maturité de son interprétation et ses capacités techniques.

## Prix et récompenses
- 2002 : Premier Prix au Concours international des jeunes pianistes « A step towards Mastery » de Saint-Pétersbourg (Russie)
- 2003 : Premier Prix au 1er Concours de piano de l’École centrale de musique de Moscou (Russie)
- 2004 : Deuxième prix au Concours international Frédéric-Chopin des jeunes pianistes à Moscou (Russie)
- 2005 : Deuxième prix au Concours international de piano Gina-Bachauer à Salt Lake City (États-Unis).
- 2007 : Deuxième prix au Concours international de piano d’Écosse à Glasgow (Royaume-Uni)
- 2008 : Premier prix aux Jeux delphiques modernes junior organisés à Moscou (Russie)
- 2008 : Deuxième prix (et prix spécial Fondation Guzik) au Concours international de piano de la République de Saint-Marin
- 2009 : Premier prix (prix Silvio Bengalli) au Concours international de musique de Val Tidone à Pianello Val Tidone (Italie)
- 2010 : Premier prix au Concours international de piano Gina-Bachauer à Salt Lake City (États-Unis).
- 2010 : Deuxième prix au Concours international de piano Frédéric-Chopin et prix de la meilleure performance dans une polonaise.
- 2015 : Deuxième prix au Concours international de piano Tchaïkovski à Moscou (Russie).

## Discographie
- Rachmaninov, Concertos no 2 et 3 - Petras Geniušas, Orchestre d’État de Lituanie
- Chopin, Concertos no 1, Études, op.10, Polonaise-Fantaisie, Sonate op. 58 - Institut Frédéric Chopin, 2011
- Chopin, Études op. 10 & op. 25 - Dux, 2013
- Brahms, Sonate pour piano no 1, Beethoven, Sonate Hammerklavier - Piano Classics, 2014
- Emancipation of Consonance, pièces pour piano de Valery Arzumanov, Vladimir Ryabov et Leonid Desyatnikov - Melodiya, 2015
- Rachmaninov, Préludes - Piano Classics, 2015
- 3x3 Live, trios avec pianos de Dmitri Chostakovitch, Mieczyslaw Weinberg et Maurice Ravel - Aylen Pritchin (violon), Alexander Buzlov (violoncelle) et Lukas Geniušas (piano), Melodiya, 2017
- Prokofiev, Sonates pour piano no 2, op. 14 et no 5, op. 38/135 ; 10 Pièces pour piano, op. 12 - Mirare, 2018
- Chopin, Mazurkas, Sonate pour piano no 3 - Mirare, 2020
- Rachmaninov, Dissonance (mélodies), Asmik Grigorian (soprano) - Alpha, 2021
- Rachmaninov, Sonate pour piano no 1 (version originale), 13 Préludes op. 32 - Alpha, 2023